# DB-Baureihe 711.2

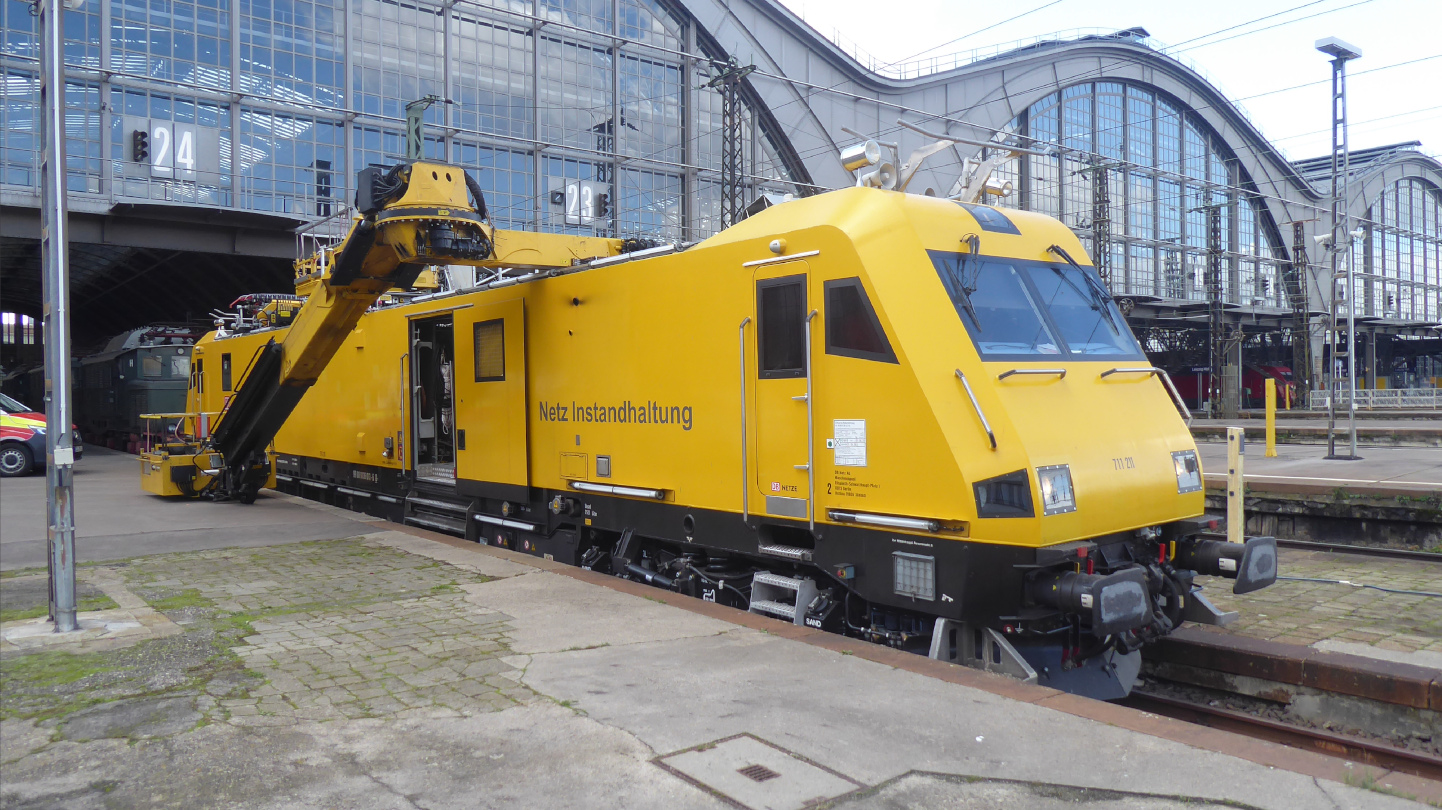
711 211 in Leipzig Hbf, 2022

Als Baureihe 711.2 bezeichnet die Deutsche Bahn eine Serie von Instandhaltungsfahrzeugen für Oberleitungsanlagen, die von der Firma Robel Bahnbaumaschinen seit 2009 unter der Bezeichnung IFO 57.44 hergestellt wird.

## Technik
Das IFO 57.44 wurde bei Robel im Auftrag der Deutschen Bahn entwickelt. Es handelt sich dabei um Fahrzeuge für Reparaturen und Wartung an Oberleitungsanlagen.
Der Wagenkasten ist zweckmäßig gestaltet und mit Stahlblech verkleidet. An den Fronten finden sich unter der Verkleidung der Fahrzeugköpfe, die an moderne Elektrolokomotiven angelehnt sind, stabile Schweißkonstruktionen zur Aufnahme der bei einem Unfall freiwerdenden Kräfte.
Der Antrieb erfolgt durch zwei Dieselmotoren der Bauart TCD 2015 V08 von Deutz mit jeweils 480 kW, die jeweils mittels eines hydraulischen Getriebes auf beide Achsen eines Drehgestells wirken. Lassen es die Streckenverhältnisse zu oder kommt es zu Störungen, kann auch mit nur einer Antriebsanlage gefahren werden. Für die Arbeitsfahrt ist an einem Drehgestell ein hydrostatischer Antrieb installiert, der durch einen der beiden Haupt-Dieselmotoren angetrieben wird. Dieser erlaubt eine Fahrt im Geschwindigkeitsbereich unterhalb von 10 km/h. Die Höchstgeschwindigkeit beträgt 140 km/h, was vor allem für die schnelle Beseitigung von Störungen nötig ist. Bei einer Fahrt mit 100 km/h kann das Fahrzeug eine Anhängelast von 150 t befördern und ist hierzu mit einer Schraubenkupplung ausgerüstet.
Die Führerstände sind jeweils für zwei Personen ausgelegt und können beidseitig von außen durch Türen betreten werden. Weitere fünf Personen finden in einem Sozialraum hinter dem Führerstand am vorderen Fahrzeugende Platz. Hier befindet sich neben einer Küchenzeile auch ein Ess- und Besprechungstisch. Hinter dem gegenüberliegenden Führerstand ist eine Nasszelle mit Toilette und Waschbecken eingebaut. Das anfallende Abwasser wird vor dem Ablassen ins Gleis in einem Bioreaktor ähnlich einer Kläranlage behandelt.
Der zwischen Sozialraum und Nasszelle befindliche Arbeits- und Werkstattraum ist größtenteils symmetrisch aufgebaut und ca. 10,5 m lang bei einer Breite von 2,5 m und einer Höhe von 2 m. Dieser kann ebenfalls von außen durch diagonal versetzt angeordnete, 1510 mm breite Schiebetüren betreten werden. Im Bereich dieser Türen befindet sich eine Hebezeugvorrichtung für das Ein- und Ausladen von schweren Gegenständen bis 250 kg.
Der Dachbereich ist über eine in Fahrzeugmitte angeordnete Dachluke erreichbar und auf der vollen Länge von etwa 20 m begehbar. Auf dem Fahrzeugdach befindet sich über dem vorderen Führerstand ein Messstromabnehmer, dahinter ist ein Satz hydraulischer Drücker für Fahrdraht und Tragseil installiert. An der Luke befinden sich zwei unterschiedliche Hubarbeitsbühnen. Diejenige in Richtung des vorderen Fahrzeugendes ist für Arbeiten am Fahrdraht bis 9 m oberhalb der Schienenoberkante vorgesehen. Sie ist horizontal in alle Richtungen schwenkbar und hat eine Tragfähigkeit von 500 kg. Eine weitere Arbeitsbühne befindet sich in Richtung des hinteren Fahrzeugendes, diese kann bis auf 21 m über oder 9 m unter Schienenoberkante ausgeschwenkt werden und besitzt eine Tragkraft von 280 kg. Der Hubarm dieser Bühne ist auf einem weiteren neben das Fahrzeug schwenkbaren Arm befestigt, beide Arme sind frei drehbar. Sie ist vor allem für Arbeiten an Masten vorgesehen, kann aber auch zum Verladen größerer Lasten durch die Ladetüren des Fahrzeugs genutzt werden. Für den möglichen Ausfall der Antriebsmotoren ist als Rückfallebene für die Notabsenkung der Hydraulik ein weiterer Hilfsmotor vorhanden.
Das gesamte Umfeld des Fahrzeugs kann über Kameras vom Führerstand aus eingesehen werden, eine dieser Kameras ist auf den Messstromabnehmer ausgerichtet. Die Bilder können für spätere Auswertung aufgezeichnet werden.

## Einsatz
Ein erstes Fahrzeug wurde im April 2009 auf der „Internationalen Ausstellung Fahrwegtechnik“ in Münster präsentiert. Die Deutsche Bahn hat ursprünglich acht Fahrzeuge dieser Bauart bestellt, die bis zum Sommer 2011 ausgeliefert wurden. Sie kommen im gesamten deutschen Streckennetz zum Einsatz und ersetzen die über 30 Jahre alten Turmtriebwagen der DB-Baureihe 704. Ab Februar 2014 wurden nach einem Folgeauftrag 4 weitere Fahrzeuge ausgeliefert.